# Betty Uber

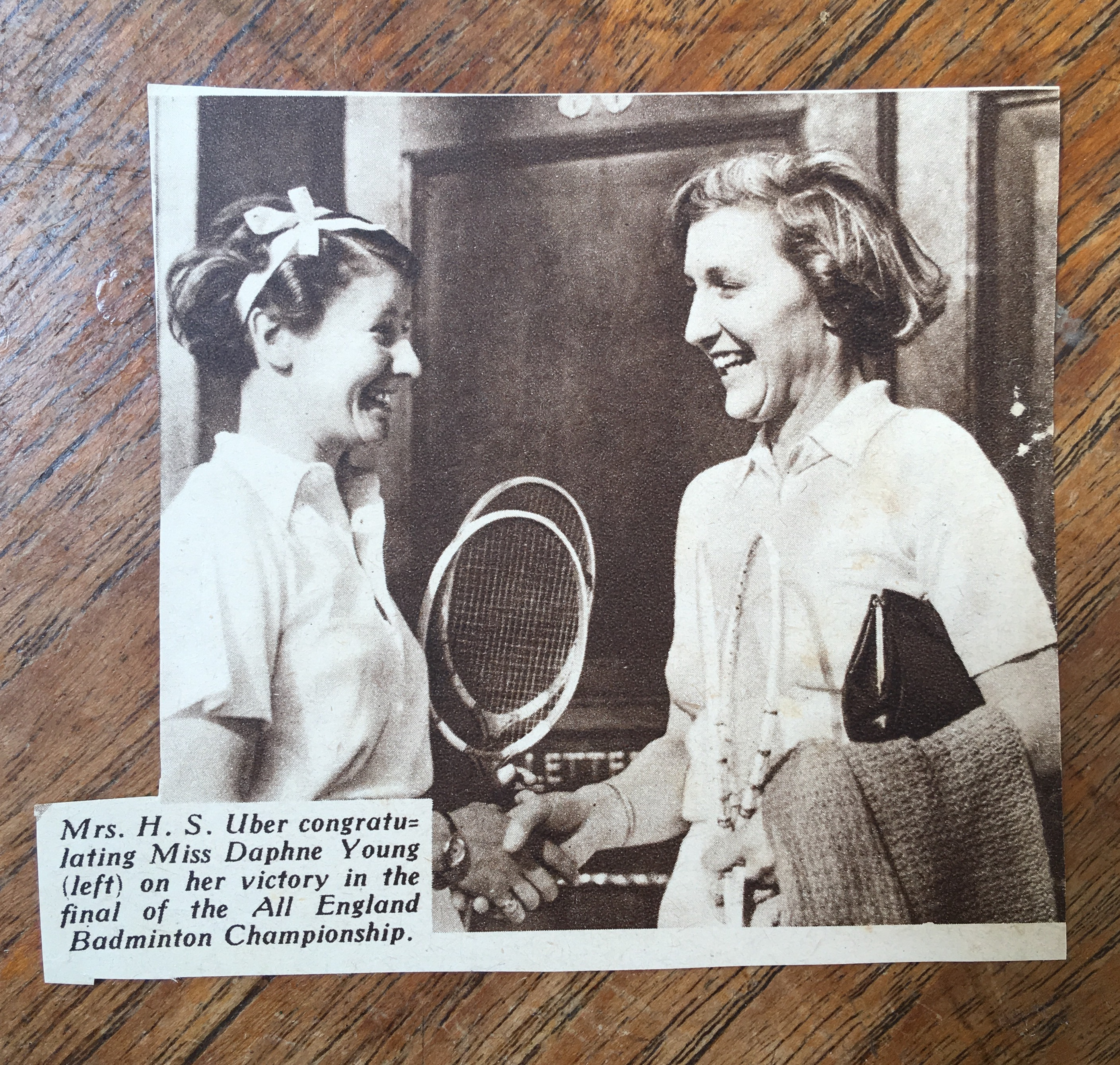
Betty Uber (rechts) gratuliert der All England Single-Siegerin 1938, Daphne Young

Elizabeth „Betty“ Uber (* 2. Juni 1906; † 30. April 1983, geborene Elizabeth Corbin) war eine englische Badminton- und Tennisspielerin. Im 2. Quartal 1925 heiratete sie Herbert Uber.

## Karriere
Betty Uber war eine der herausragenden Persönlichkeiten im Badminton in den 1930er und den 1940er Jahren. Sie gewann in diesem Zeitraum alle bedeutenden Titel. 1950 initiierte sie erste Planungen zu einer Weltmeisterschaft für Damenmannschaften. Der nach ihr benannte Uber Cup wurde erstmals in der Saison 1956/57 ausgetragen. Sie nahm auch als Tennisspielerin an den Wimbledon Championships von 1928 bis 1939 und 1946 teil.

## Erfolge
| Saison | Veranstaltung                 | Disziplin   | Platz | Name                           |
| ------ | ----------------------------- | ----------- | ----- | ------------------------------ |
| 1930   | Irish Open                    | Damendoppel | 1     | Marian Horsley / Betty Uber    |
| 1930   | All England                   | Mixed       | 1     | Herbert Uber / Betty Uber      |
| 1930   | Irish Open                    | Dameneinzel | 1     | Betty Uber                     |
| 1930   | Irish Open                    | Mixed       | 1     | Herbert Uber / Betty Uber      |
| 1931   | All England                   | Damendoppel | 1     | Marion Horsley / Betty Uber    |
| 1931   | All England                   | Mixed       | 1     | Herbert Uber / Betty Uber      |
| 1931   | Scottish Open                 | Dameneinzel | 1     | Betty Uber                     |
| 1931   | Scottish Open                 | Damendoppel | 1     | Marian Horsley / Betty Uber    |
| 1932   | All England                   | Mixed       | 1     | Herbert Uber / Betty Uber      |
| 1932   | Irish Open                    | Dameneinzel | 1     | Betty Uber                     |
| 1932   | Irish Open                    | Damendoppel | 1     | Marian Horsley / Betty Uber    |
| 1932   | Irish Open                    | Mixed       | 1     | Donald C. Hume / Betty Uber    |
| 1933   | Welsh International           | Damendoppel | 1     | Betty Uber / Thelma Kingsbury  |
| 1933   | Scottish Open                 | Mixed       | 1     | Donald C. Hume / Betty Uber    |
| 1933   | All England                   | Mixed       | 1     | Donald C. Hume / Betty Uber    |
| 1933   | Welsh International           | Mixed       | 1     | Donald C. Hume / Betty Uber    |
| 1933   | Welsh International           | Dameneinzel | 1     | Betty Uber                     |
| 1934   | Welsh International           | Mixed       | 1     | B. P. Cook / Betty Uber        |
| 1934   | Welsh International           | Damendoppel | 1     | Betty Uber / Thelma Kingsbury  |
| 1934   | Irish Open                    | Damendoppel | 1     | Marian Horsley / Betty Uber    |
| 1934   | All England                   | Mixed       | 1     | Donald C. Hume / Betty Uber    |
| 1934   | Irish Open                    | Mixed       | 1     | Donald C. Hume / Betty Uber    |
| 1935   | French Open                   | Damendoppel | 1     | Betty Uber / Diana Doveton     |
| 1935   | French Open                   | Dameneinzel | 1     | Betty Uber                     |
| 1935   | Scottish Open                 | Mixed       | 1     | Donald C. Hume / Betty Uber    |
| 1935   | Welsh International           | Mixed       | 1     | B. P. Cook / Betty Uber        |
| 1935   | All England                   | Mixed       | 1     | Donald C. Hume / Betty Uber    |
| 1935   | All England                   | Dameneinzel | 1     | Betty Uber                     |
| 1935   | Welsh International           | Damendoppel | 1     | Betty Uber / Thelma Kingsbury  |
| 1935   | West Sussex Championships     | Damendoppel | 1     | Brenda Speaight / Betty Uber   |
| 1936   | Irish Open                    | Damendoppel | 1     | Marian Horsley / Betty Uber    |
| 1936   | All England                   | Dameneinzel | 2     | Betty Uber                     |
| 1936   | Irish Open                    | Mixed       | 1     | Donald C. Hume / Betty Uber    |
| 1936   | All England                   | Mixed       | 1     | Donald C. Hume / Betty Uber    |
| 1937   | All England                   | Damendoppel | 1     | Betty Uber / Diana Doveton     |
| 1938   | Scottish Open                 | Dameneinzel | 1     | Betty Uber                     |
| 1938   | All England                   | Mixed       | 1     | Raymond M. White / Betty Uber  |
| 1938   | All England                   | Damendoppel | 1     | Betty Uber / Diana Doveton     |
| 1938   | Scottish Open                 | Mixed       | 1     | Ian Maconachie / Betty Uber    |
| 1938   | Scottish Open                 | Damendoppel | 1     | Olive Wilson / Betty Uber      |
| 1938   | Welsh International           | Dameneinzel | 1     | Betty Uber                     |
| 1938   | Welsh International           | Damendoppel | 1     | Betty Uber / Diana Doveton     |
| 1939   | Scottish Open                 | Damendoppel | 1     | Diana Doveton / Betty Uber     |
| 1939   | Scottish Open                 | Dameneinzel | 1     | Betty Uber                     |
| 1939   | Scottish Open                 | Mixed       | 1     | Raymond White / Betty Uber     |
| 1947   | Irish Open                    | Damendoppel | 1     | Q. M. Allen / Betty Uber       |
| 1948   | Südafrikanische Meisterschaft | Damendoppel | 1     | Betty Uber / Queenie Allen     |
| 1948   | Südafrikanische Meisterschaft | Mixed       | 1     | Noel B. Radford / Betty Uber   |
| 1948   | Scottish Open                 | Damendoppel | 1     | Queenie Allen / Betty Uber     |
| 1948   | All England                   | Damendoppel | 2     | Betty Uber / Queenie Allen     |
| 1948   | Südafrikanische Meisterschaft | Dameneinzel | 1     | Betty Uber                     |
| 1948   | Scottish Open                 | Mixed       | 1     | James Rankin / Betty Uber      |
| 1949   | Irish Open                    | Damendoppel | 1     | Q. M. Allen / Betty Uber       |
| 1949   | Scottish Open                 | Damendoppel | 1     | Queenie Allen / Betty Uber     |
| 1949   | West Sussex Championships     | Damendoppel | 1     | Audrey Stone / Betty Uber      |
| 1949   | All England                   | Damendoppel | 1     | Betty Uber / Queenie Allen     |
| 1949   | Scottish Open                 | Mixed       | 1     | James Rankin / Betty Uber      |
| 1950   | All England                   | Damendoppel | 2     | Betty Uber / Queenie Allen     |
| 1950   | Scottish Open                 | Mixed       | 1     | James Rankin / Betty Uber      |
| 1950   | Scottish Open                 | Damendoppel | 1     | Queenie Allen / Betty Uber     |
| 1951   | Scottish Open                 | Mixed       | 1     | H. J. Wingfield / Betty Uber   |
| 1951   | Scottish Open                 | Damendoppel | 1     | Queenie Webber / Betty Uber    |
| 1952   | All England                   | Damendoppel | 2     | Betty Uber / Queenie A. Webber |